# ハイドン・ウッド
ハイドン・ウッド（Haydn Wood, 1882年3月25日 - 1959年3月11日）は、イングランドの作曲家、ヴァイオリニスト。

## 生涯
ハイドン・ウッドは1882年3月25日、ヨークシャーのスラスウェイトで生まれた。ウッドが3歳の時、家族がマン島へと引っ越すことになり、この島の記憶が彼に作曲のインスピレーションを与えた。
1897年、ウッドは王立音楽大学でエンリケ・フェルナンデス・アルボスにヴァイオリンを、チャールズ・ヴィリアーズ・スタンフォードに作曲を師事した。
1901年、彼は王立音楽大学のコンサートホール序幕の特別演奏会でソリストを務めた。この演奏会にはヨーゼフ・ヨアヒム（彼は以前にウッドの演奏を聴いていた）やパブロ・デ・サラサーテが出席していた。彼らは非常に感銘を受け、高名な教師であったセザール・トムソンの下で学ばせるため、ウッドをブリュッセルに送った。彼はカナダのソプラノ歌手であるデイム・エマ・アルバーニを伴って世界ツアーに出かけ、その協力関係は以後8年にわたって続いた。
1913年から1926年の間、ウッドは1909年に結婚したソプラノ歌手のドロシー・コートと広く演奏旅行を行った。彼は作曲、特に歌曲の分野で大きな成功を収めた。1939年からは、彼は演奏権利協会の理事を務めた。
ウッドの70歳の誕生日には、英国放送協会(BBC)が彼の音楽に捧げる演奏会を行った。彼は77歳の誕生日を2週間後に控えた1959年3月11日、ロンドンの介護施設にて他界した。

## 作品
ハイドン・ウッドは管弦楽曲を多く作曲し、15の組曲、9つの狂詩曲、8つの序曲、3つの協奏的作品と50近くの他の形式の作品があり、そこには個々には180曲になる歌曲も含まれる。
彼の管弦楽作品は主として軽音楽であり、よく知られているのは3楽章の「幻想的協奏曲」（Fantasy-Concerto）である。他には「ロンドンに特徴的な組曲」（London Landmarks Suite）であり、特に「ホワイトホールの騎馬隊 Horse Guards, Whitehall」がよく知られる。1916年に、彼は妻のために大衆歌謡である「ピカルディのバラ Roses of Picardy」を作曲した。大衆音楽を書くようになってから、ウッドはミュージカルの作曲も始め、その中でも演劇「ティナ Tina」が最もよく知られている。
交響詩「マン島 Mannin Veen」は4つのマン島の民謡に基づいており、ウッドが吹奏楽のために作曲した2つの曲のうちの1つである。この作品は、時に管弦楽編曲版でも演奏される。